# 육안

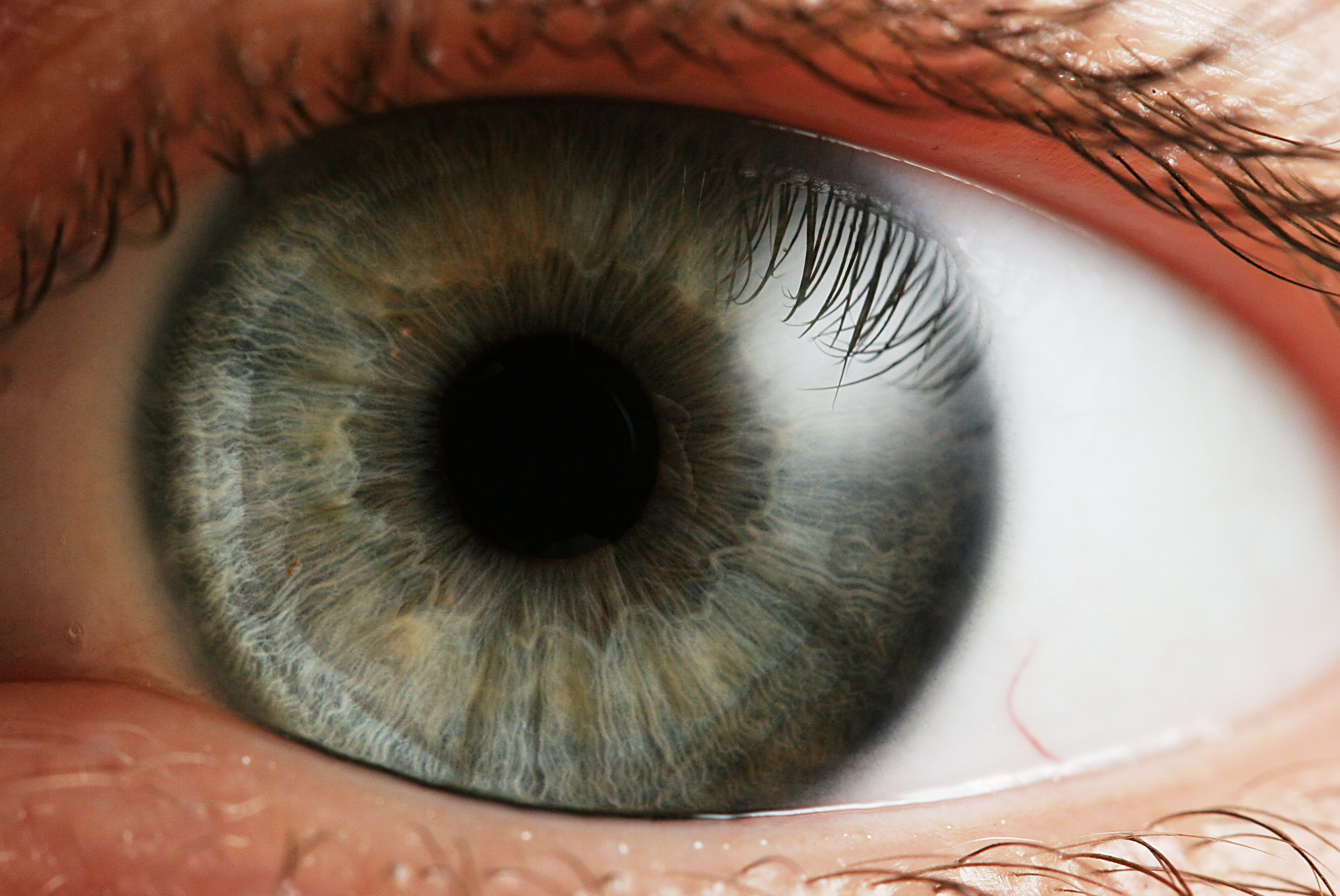
육안

육안(肉眼)은 망원경이나 현미경, 돋보기 같은 광학기기의 도움이 없는 사람의 시각을 의미한다. 맨눈이라고도 한다. 천문학에서 주로 일반이 볼 수 있는 현상(혜성, 유성우 등)을 설명할 때 주로 사용된다. 민간에서는 맨눈의 시력을 테스트하는 다양한 현상이 전해진다.

## 일상 생활에서의 눈
일반적인 사람의 눈은 다음과 같은 식별 능력이 있다.
- 1 ~ 2′(약 0.02°–0.03°, 1km 거리에서 30 ~ 60cm 크기)의 각거리를 식별할 수 있다.
- 동시에 130°×160°의 시야를 감지할 수 있다.
- + 6.5 등급의 별을 식별할 수 있다.(광공해가 전혀 없는 완전히 어두운 하늘에서는 그 범위가 최대 + 8 등급까지 증가한다.)
- 멀리는 250만 광년의 물체(안드로메다 은하계)를 식별할 수 있다.

## 같이 보기
- 매크로그래프